# Хроника Холодной войны (1991 год)
Хронология Холодной войны
- 1943
- 1944
- 1945
- 1946
- 1947
- 1948
- 1949
- 1950
- 1951
- 1952
- 1953
- 1954
- 1955
- 1956
- 1957
- 1958
- 1959
- 1960
- 1961
- 1962
- 1963
- 1964
- 1965
- 1966
- 1967
- 1968
- 1969
- 1970
- 1971
- 1972
- 1973
- 1974
- 1975
- 1976
- 1977
- 1978
- 1979
- 1980
- 1981
- 1982
- 1983
- 1984
- 1985
- 1986
- 1987
- 1988
- 1989
- 1990
- 1991

- 9 февраля: Литва проводит референдум о независимости, на котором большинство проголосовало за восстановление независимости.
- 28 февраля: Окончание войны в Персидском заливе.
- 1 марта: В Ираке происходят шиитские и курдские восстания после войны в Персидском заливе.
- 3 марта: Эстония и Латвия проводят референдум о независимости, на котором большинство проголосовало за восстановление независимости.
- 23 марта: Начало гражданской войны в Сьерра-Леоне.
- 31 марта:
  - Грузия проводит референдум о независимости, на котором большинство проголосовало за независимость от Советского Союза.
  - Начинается хорватская война за независимость, ознаменовавшая распад Югославии.
- 9 апреля: Грузия провозглашает независимость от Советского Союза.
- 21 мая: Убийство Раджива Ганди.
- 12 июня: Партия Труда Албании, правящая партия Албании, распущена.
- 27 июня: Словения начинает десятидневную войну за независимость от Югославии, положившую начало распаду Югославии.
- 1 июля: Организация Варшавского договора распущена.
- 31 июля: Ратифицирован договор СНВ-1.
- 19 августа: Попытка советского государственного переворота 1991 года, известная как Августовский путч. Переворот происходит в ответ на новый союзный договор, который должен быть подписан 20 августа.
- 22 августа: Крах Августовского путча.
- 24 августа: Украина провозглашает независимость от Советского Союза.
- 27 августа: Молдова провозглашает независимость от Советского Союза.
- 31 августа: Узбекистан и Кыргызстан провозглашают независимость от Советского Союза.
- Сентябрь: В Заире происходят массовые беспорядки.
- 9 сентября: Таджикистан провозглашает независимость от Советского Союза.
- 21 сентября: Несмотря на провозглашение независимости в августе 1990 года, Армения пост-фактум проводит референдум о независимости, на котором большинство проголосовало за независимость от Советского Союза.
- 26 октября: Туркменистан проводит референдум о независимости, на котором большинство проголосовало за независимость от Советского Союза.
- 27 октября: Туркменистан провозглашает независимость от Советского Союза.
- 31 октября: Начало Гражданской войны в Джибути.
- 12 ноября: Индонезийская армия убивает не менее 250 протестующих против индонезийской оккупации Восточного Тимора, собравшихся на кладбище Санта-Круз в Дили.
- 16 декабря: Казахстан провозглашает независимость от Советского Союза.
- 25 декабря: Президент США Джордж Буш-старший после телефонного звонка Бориса Ельцина произносит рождественскую речь, в которой объявляет об окончании Холодной войны.
- 25 декабря: Михаил Горбачёв уходит с поста президента СССР. Красное знамя с серпом и молотом в последний раз спущено над Кремлём.
- 26 декабря: Совет Республик Верховного Совета СССР распускает Советский Союз. Соединённые Штаты становятся единственной сверхдержавой в мире.